# بدنام: فرزند دوم
بدنام: فرزند دوم (به انگلیسی: inFAMOUS: Second Son) عنوان یک بازی ویدئویی به سبک اکشن-ماجراجویی در محیطی جهان باز است که توسط استودیوی ساکر پانچ پروداکشنز توسعه یافته و به‌وسیلهٔ سونی کامپیوتر انترتینمنت برای کنسول پلی‌استیشن ۴ منتشر شده‌است. این بازی سومین قسمت در مجموعه بازی‌های بدنام به‌شمار می‌رود که در ۲۱ مارس ۲۰۱۴ منتشر شد. همانند دیگر نسخه‌های این سری بازیکن قادر به جذب انواع عنصرها می‌باشد.

## شخصیت‌ها
در این شماره، بازی‌کننده دیگر با شخصیت بازی‌های پیشین این مجموعه روبرو نمی‌شود و شخصیت اصلی و شخصیت‌های جانبی بازی دگرگون شده‌اند که نام او دلسین نام دارد.